# Георги Василев (Каменица)
Вижте пояснителната страница за други личности с името Георги Василев.
Георги Попов Василев или Попвасилев, наричан Хаплю, е български революционер, деец на Вътрешната македоно-одринска революционна организация.

## Биография
Роден е през 1875 година в чепинското село Каменица или в Дупница през 1874 година. По професия е учител. Ръководи на пункта на ВМОРО в чепинското село Лъджене. Укрива Тодор Паница след убийството на Борис Сарафов и Иван Гарванов в 1907 година. Арестуван е от властите и е обвинен като съучастник на Паница, той се самоубива в полицейския участък в София.
Негов личен архивен фонд се съхранява в Държавна агенция „Архиви“.